# Jo-Wilfried Tsonga
Jo-Wilfried Tsonga (født 17. april 1985 i Le Mans, Frankrig) er en fransk tennisspiller, der blev professionel i 2004. Han har igennem sin karriere vundet seks single- og fire doubletitler, og hans højeste placering på ATP's verdensrangliste er en 6. plads, som han opnåede i november 2008.

## Grand Slam
Tsongas bedste Grand Slam resultat i singlerækkerne kom ved Australian Open i 2008, hvor han nåede frem til finalen, som han dog tabte i fire sæt til serberen Novak Djokovic.
Tsonga har i øvrigt vundet 5 ATP- titler bl.a. ATP Master Paris i 2008.

## Eksterne links
- Jo-Wilfried Tsongas hjemmeside
- Jo-Wilfried Tsongas opslag i Munzinger Sportsarchiv (tysk)
- Jo-Wilfried Tsongas profil på Olympics.com (engelsk)
- Jo-Wilfried Tsongas profil på Sports-Reference OL-resultater (arkiveret) (engelsk)
- Jo-Wilfried Tsongas profil på Olympedia (engelsk)
- Jo-Wilfried Tsongas profil hos Frankrigs Olympiske Komité (fransk)
- Jo-Wilfried Tsongas profil hos ATP World Tour (engelsk)
- Jo-Wilfried Tsongas profil hos ITF Tennis (engelsk)
- Jo-Wilfried Tsongas profil hos Davis Cup (engelsk)
- Jo-Wilfried Tsongas profil hos ITF Tennis (engelsk)
- Jo-Wilfried Tsongas profil hos as.com (spansk)

- Wikimedia Commons har flere filer relateret til Jo-Wilfried Tsonga